# Lunik (Albania)
Lunik es una localidad albanesa del condado de Elbasan. Se encuentra situada en el centro del país y desde 2015 está constituida como una unidad administrativa del municipio de Librazhd. A finales de 2011, el territorio de la actual unidad administrativa tenía 2621 habitantes.
La unidad administrativa incluye los pueblos de Dranovice, Koshorrishte, Kostenje, Letem, Lunik, Prevall y Zgosht.
Se ubica unos 10 km al norte de la capital municipal Librazhd.